# Osiedle Mickiewicza (Piotrków Trybunalski)
Osiedle Mickiewicza – osiedle miejskie położone na terenie Piotrkowa Trybunalskiego, położone jest między ulicami: Inżynierską, Budki, Rolniczą, Lelewela.
Najstarsza część osiedla powstała wzdłuż ulicy Mickiewicza i przecinających ją przecznic. Osiedle powstawało od lat dwudziestych XX wieku. W zachowanych budynkach z okresu międzywojennego występuje miejscami ciekawa ornamentyka, ozdobne zwieńczenia (na przykład na kilku budynkach - kamienne koguty!). Na obrzeżach można jeszcze spotkać drewniane domy mieszkalne z okresu przed powstaniem osiedla Mickiewicza. Obecnie zabudowuje się ostatnie wolne miejsca lub zastępuje budynki stare.
Przeważa budownictwo jednorodzinne, jedno- lub dwukondygnacyjne, zwykle w otoczeniu przydomowych ogrodów. Nieliczne fragmenty budownictwa szeregowego lub wielorodzinnych kamienic.
Osiedle Mickiewicza znalazło się na terenie "jednostki pomocniczej gminy" o nazwie "Osiedle Przyszłość" - jest to tylko nazwa administracyjna, nie istnieje osiedle o takiej nazwie.